# Schietsportvereniging De Vrijheid Hoogeveen
Schietsportvereniging de Vrijheid Hoogeveen is een Nederlandse vereniging voor de schietsport in Hoogeveen.

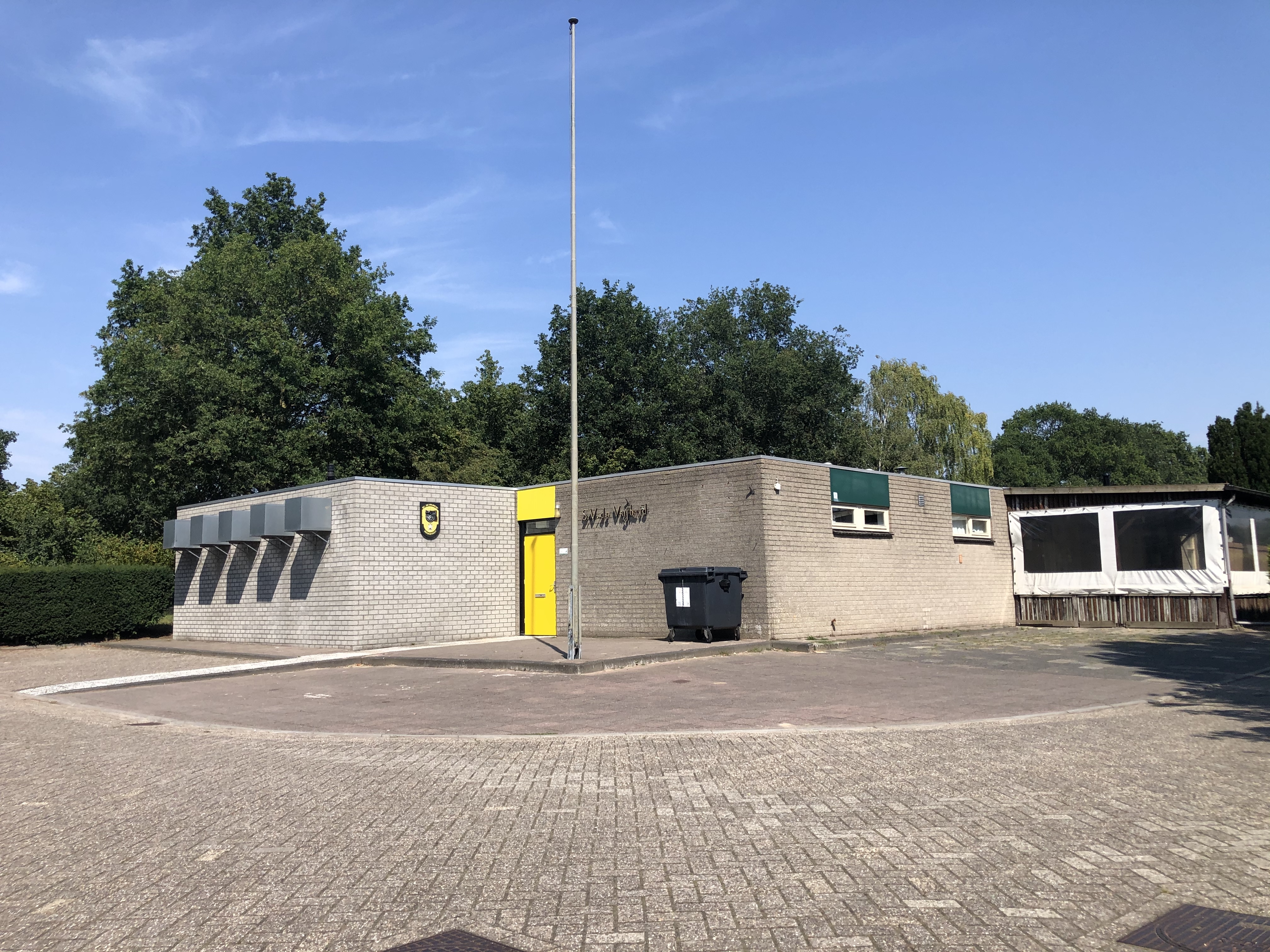
Clubgebouw SV De Vrijheid

SV De Vrijheid Hoogeveen werd voor 1967 opgericht door een aantal bevriende sportschutters, zij kozen door de naam "De Vrijheid" en sloten daarmee aan bij andere verenigingen die deze naam gebruikten, vandaar ook de toevoeging "Hoogeveen" om duidelijk te maken welke Vrijheid het betreft. SV de Vrijheid Hoogeveen is op 30 oktober 1969 per Koninklijk Besluit in de Staatscourant als vereniging erkenning verleend. Op 30 oktober 2019 werd het 50-jarig jubileum gevierd.
SV de Vrijheid Hoogeveen kreeg op 13 februari 1969 toestemming om schietoefeningen te houden op de Politieschietbaan bij de oude waterzuivering van Hoogeveen gelegen aan "het Schut". Dit is tot 1980 doorgegaan. Uiteindelijk is in 1982 een eigen accommodatie gebouwd aan de Achteromsedijk naast het vliegveld. Deze nieuwe accommodatie is geopend op 19 februari 1983. De eerste baan is een 25 meter baan waar voornamelijk geschoten wordt met handvuurwapens op verschillende afstanden, te weten 10, 12 en 25 meter. Er was ook een duel installatie gebouwd. Na een aantal jaren werd een 50 meterbaan gebouwd zodat ook met geweer geschoten kon worden.
SV de Vrijheid Hoogeveen is in de loop van de tijd uitgegroeid tot een van de grotere schietverenigingen Drenthe, de SV is gecertificeerd door de KNSA Koninklijke Nederlandse Schietsport Associatie.